# كامي

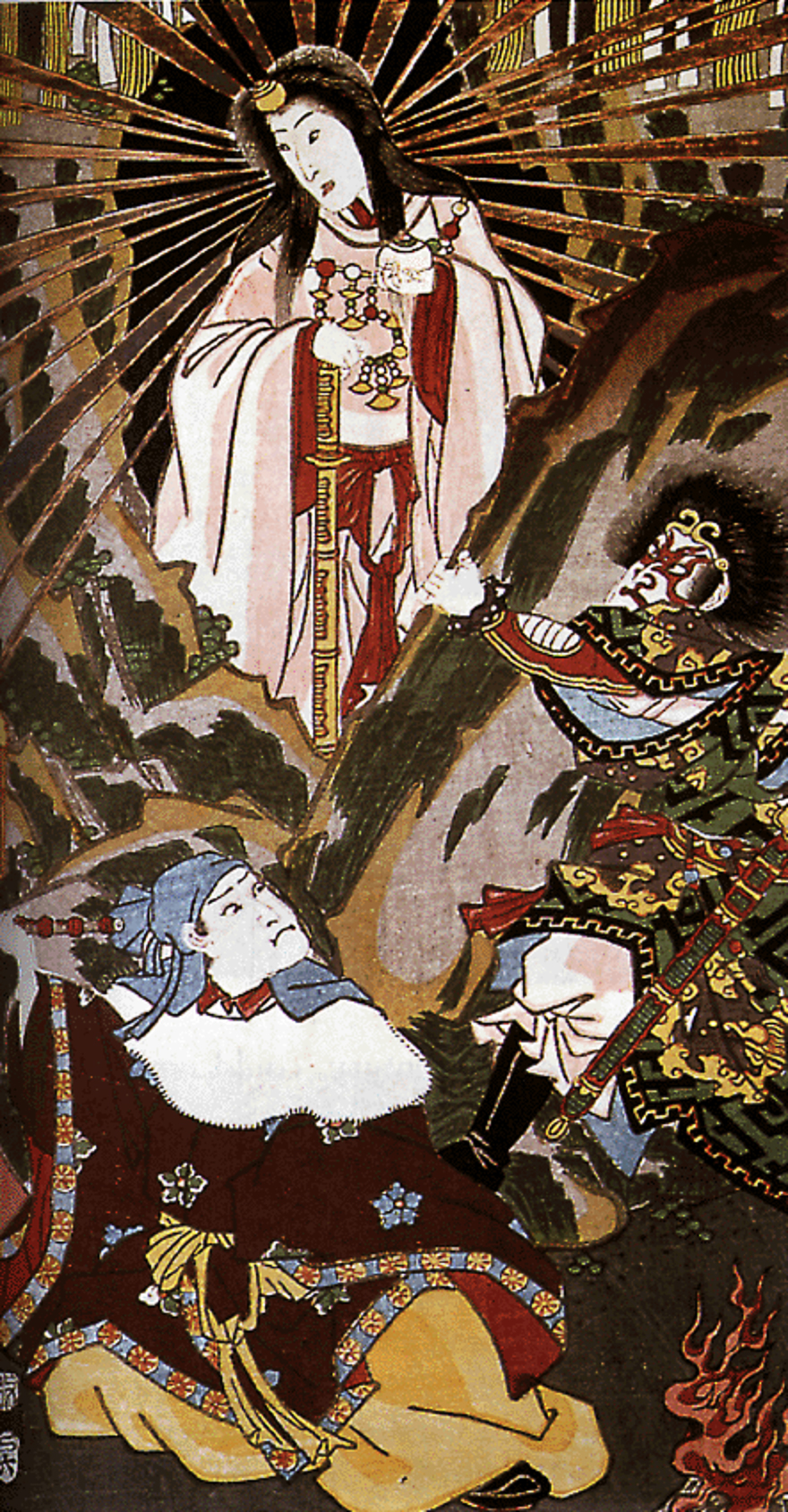
أماتيراسو، أحد الآلهة الرئيسية في ديانة شنتو

كامي (بالـيابانية: 神) هي اللفظة اليابانية لكلمة إله أو رب. يشتمل اللفظ في اليابان للدلالة على أي من أصناف الآلهات المعروفة لدى المجتمع الياباني (والآسيوي)، كما يستعمل أيضاً عند الإشارة إلى الإله الذي تعرفه الديانات الإبراهيمية الثلاث. نظراً لافتقاد اللغة اليابانية لصيغة الجمع، فإنه يصعب معرفة ما إذا اللفظ «كامي» يعني كياناً واحداً أو مجموعةً من الكيانات. عادةً ما يلمح اليابانيون في حديثهم عن الكامي إلى كيانات عدة، تشمل «بوذا» وإله الديانات السماوية، إلا أنه في تصور اليابانيين لا يوجد كيان مطلق يتحكم في كل شيء، كل كيان مستقل بذاته وهو عضو في مجموعة الكامي. من المدلولات الأخرى لهذا اللفظ: الفتنة، المعجزات...إلى آخره، كل ما يشبه أو يقترب في معناه من مدلول الألوهية. كلمة «كامي كازي» (神風) مثلًا، تعني «الرياح الربانية».
مواضيع متصلة:
- شنتو
- اليابان